# Saint-Médard (Auge)
Saint-Médard era una comuna francesa que estaba situada en el departamento de Charente, de la región de Nueva Aquitania, que en 1993 se fusionó con la comuna de Auge, formando la comuna de Auge-Saint-Médard.

## Demografía
| Gráfica de evolución demográfica de Saint-Médard entre 1800 y 1990 |
|                                                                    |

Los datos demográficos contemplados en este gráfico se han cogido de la página francesa EHESS/Cassini.